# Krzywe (Wydminy)
Krzywe (deutsch Krzywen, Sodrest, 1938 bis 1945 Kriewen) ist ein kleiner Ort in der polnischen Woiwodschaft Ermland-Masuren, der zur Landgemeinde Wydminy (Widminnen) im Powiat Giżycki (Kreis Lötzen) gehört.

## Geographische Lage
Krzywe liegt in der östlichen Mitte der Woiwodschaft Ermland-Masuren, 27 Kilometer südöstlich der Kreisstadt Giżycko (Lötzen).

## Geschichte
Der kleine Gutsort Krzywen, nach 1871 bis vor 1928 Sodrest genannt, wurde 1874 in den Amtsbezirk Neuhoff (polnisch Zelki) eingegliedert, der zum Kreis Lötzen im Regierungsbezirk Gumbinnen (1905 bis 1945: Regierungsbezirk Allenstein) in der preußischen Provinz Ostpreußen gehörte. Ab dem gleichen Zeitpunkt war Krzywen auch in das Standesamt Widminnen (Wydminy) einbezogen. Im Jahre 1910 wohnten in Sodrest 88 Einwohner.
Am 30. September 1928 verlor der Ort seine Eigenständigkeit und wurde nach Neuhoff (Zelki) eingemeindet. 
Am 3. Juni 1938 wurde Krzywen in „Kriewen“ umbenannt. 
In Kriegsfolge kam das kleine Dorf 1945 mit dem gesamten Ostpreußen zu Polen und erhielt die polnische Namensform „Krzywe“. Heute ist es eine Ortschaft im Verbund der Landgemeinde Wydminy (Widminnen) im Powiat Giżycki (Kreis Lötzen), vor 1998 der Woiwodschaft Suwałki, seither der Woiwodschaft Ermland-Masuren zugehörig.

## Religionen
Vor 1945 war Krzywen resp. Sodrest in die evangelische Kirche Neuhoff in der Kirchenprovinz Ostpreußen der Kirche der Altpreußischen Union und in die Katholische Pfarrkirche St. Bruno Lötzen im Bistum Ermland eingepfarrt.
Heute gehört Krzywe zur evangelischen Kirchengemeinde Wydminy, einer Filialgemeinde der Pfarrei Giżycko in der Diözese Masuren der Evangelisch-Augsburgischen Kirche in Polen bzw. zur katholischen Pfarrkirche Zelki im Bistum Ełk (Lyck) der Römisch-katholischen Kirche in Polen. 

## Verkehr
Krzywe ist von der Woiwodschaftsstraße DW 656 über Zelki (Neuhoff) zu erreichen. Eine Bahnanbindung besteht nicht.